# Don't Stop...
«Don't Stop...» es una canción de la banda de rock inglesa Oasis. Lanzado como sencillo promocional el 30 de abril de 2020, es la primera canción que se lanza de la banda en más de 10 años desde su sencillo de 2009 «Falling Down». Escrita y cantada por Noel Gallagher, la canción es una maqueta acústica de baja fidelidad de una canción inédita grabada originalmente en 2009. La canción no tiene fecha, pero el periodista musical Alexis Petridis especula que estaba destinada a ser lanzada en el álbum Dig Out Your Soul, grabado con Oasis.

## Antecedentes
Hasta su lanzamiento, la canción se conocía solo por su presencia en una cinta de prueba de sonido grabada antes de una actuación en Hong Kong «hace unos 15 años», tuiteó Gallagher el día antes de su lanzamiento. Afirmó que había encontrado la canción en un CD aparentemente en blanco como resultado de la cuarentena por la pandemia de enfermedad por coronavirus de 2020 en Reino Unido, lo que lo llevó a buscar material antiguo. Debido a que Gallagher declaró que pensaba que la canción estaba «perdida para siempre», parece haber sido la única copia existente de la canción.
Una versión regrabada de la canción, con instrumentación adicional, se incluyó en la edición de lujo de Council Skies (2023), el cuarto álbum de estudio de la banda de Gallagher, Noel Gallagher's High Flying Birds.

## Lanzamiento y recepción
Mark Savage de la BBC describió la canción como «una balada acústica relajada ... compartiendo su ADN con las canciones clásicas de Oasis» como «Stop Crying Your Heart Out» y «Don't Look Back in Anger». The Guardian también reaccionó positivamente a la canción, calificándola como «uno de los mejores esfuerzos de Noel Gallagher en los últimos días».
En respuesta al anuncio, el excompañero de banda de Oasis de Gallagher y su hermano menor, Liam, tuiteó: «Oi tofu boy if your [sic] gonna release old demos make sure im [sic] singing on it and boneheads [sic] playing guitar on it if not it's not worth a wank as you were LG x» («Oye chico tofu, si tu vas a lanzar demos antiguos, asegúrate de que estoy cantando yo y de que Bonehead esté tocando la guitarra, si no, no vale la pena hacerse una mancha como la que hiciste LG x»). Liam también acusó a Noel de sobregrabar la grabación en bruto en un estudio de grabación, calificándolo de «truco de relaciones públicas», aunque The Independent sugirió que Liam había afirmado que estaba «decepcionado» por no aparecer en el sencillo. A pesar de esto, más tarde declaró que pensaba que la canción «no era una mala canción, simplemente está ejecutada de una manera que no me atrae».

## Posicionamiento
| Listas (2020)                          | Mejor posición |
| -------------------------------------- | -------------- |
| Escocia (Scottish Singles Sales Chart) | 10             |
| Reino Unido (UK Download Chart)        | 13             |
| Reino Unido (UK Singles Chart)         | 80             |